# Red Española de Estudios del Desarrollo
La Red Española de Estudios del Desarrollo (REEDES) es una red académica, interdisciplinar especializada en la investigación y la docencia en temas de desarrollo y  Cooperación internacional.
Coedita, junto con la Universidad de Zaragoza, la Revista Iberoamericana de Estudios del Desarrollo (RIED).
Cada dos años, REEDES organiza en España los Congresos Internacional de Estudios del Desarrollo, en los que se debate y se presentan investigaciones relevantes sobre los retos del desarrollo.

## Historia
REEDES se constituyó el 30 de mayo de 2011. En la asamblea constituyente, celebrada en la Universidad Complutense de Madrid, participaron más de 200 investigadoras/es y docentes de distintas Universidades, ONGD y centros de investigación, así como una treintena de instituciones de investigación y docencia especializadas en desarrollo y  Cooperación internacional.
En la actualidad su sede principal se encuentra en la E.T.S.I. Caminos, Canales y Puertos de Santander

## Objetivos
Los objetivos principales de REEDES son:
- Promover la investigación básica y aplicada y la formación interdisciplinar en los estudios sobre y para el desarrollo.
- Promover el contacto entre los socios mediante la difusión e intercambio de información y buenas prácticas sobre investigaciones y cursos de formación.
- Facilitar la cooperación y el trabajo en red entre los socios, promoviendo actividades docentes y de investigación conjuntas e interdisciplinares.
- Promover vínculos entre la comunidad española de investigadores y docentes y las organizaciones de investigación y redes internacionales afines.
- Cooperar con las Administraciones públicas españolas y con los organismos internacionales de desarrollo en actividades de formación e  investigación (básica y aplicada).[1]

## La base social
En marzo de 2015 cuenta con 28 instituciones socias de España, Europa e Iberoamérica, además de con 177 investigadores/as, docentes y estudiantes como socios individuales.
Instituciones socias:
1. •     Área de Cooperación y Solidaridad Universidad de Córdoba (España)[6]
2. •	Asociación Profesional de Cooperantes (APC)[7]
3. •	Cátedra de Cooperación Internacional y con Iberoamérica (COIBA) Universidad de Cantabria[8]
4. •	Cátedra de Cooperación para el Desarrollo Universidad de Zaragoza[9]
5. •	Cátedra UNESCO de Estudios sobre el Desarrollo Universidad de Valencia[10]
6. •	Cátedra UNESCO de Políticas Culturales y Cooperación Universidad de Gerona[11]
7. •	Centro de Investigación y Estudios sobre Comercio y Desarrollo (CIECODE)[12]
8. •	European Association of Development Research and Training Institutes (EADI)[13]
9. •	Fundación EDUCO[14]
10. •	Fundación Entreculturas[15]
11. •	Fundación ETEA  – Universidad Loyola Andalucía
12. •	Hegoa (Instituto de Estudios sobre Desarrollo y Cooperación Internacional), Universidad del País Vasco/Euskal Herriko Unibertsitatea[16]
13. •	Instituto Complutense de Estudios Internacionales (ICEI), Universidad Complutense de Madrid[17]
14. •	Instituto de Iberoamérica, Universidad de Salamanca[18]
15. •	Instituto Universitario de Investigación Ortega y Gasset[19]
16. •	Instituto Universitario de Desarrollo y Cooperación (IUDC) Universidad Complutense de Madrid[20]
17. •	Observatorio de Cooperación Internacional para el Desarrollo (OCUVa) Universidad de Valladolid[21]
18. •	Oxfam Intermón[22]
19. •	Periferia Consultora Social[23]
20. •	Plataforma 2015 y más[24]
21. •	Universidad Anáhuac México Norte[25]
22. •	Universidad CEU San Pablo[26]
23. •	Universidad de Amberes[27]
24. •	Universidad Europea de Madrid (UEM)[28]
25. •	Universidad de Murcia (UM)[29]
26. •	Red Iberoamericana Académica de Cooperación Internacional(RIACI)[30]
27. •	Red Gallega de Cooperación Universitaria para el Desarrollo (RGCUD)[31]
28. •	Instituto de Ciencias Sociales y Humanidades “Francisco Vélez Pliego” Benemérita Universidad Autónoma de Puebla (BUAP)[32]
29. •     Centro Internacional, Universidad de Sevilla[33]
30. •     Instituto de Estudios Internacionales y Europeos “Francisco de Vitoria”, Universidad Carlos III de Madrid[34]

## Funcionamiento de REEDES
REEDES ser articula como un asociación y su método de funcionamiento es a través de  una Asamblea General y de una Junta Directiva.
La Asamblea General es el órgano supremo, y está integrada por toda la base social.  Esta se reúne una vez al año, estando entre sus funciones aprobar las cuentas anuales, aprobar la gestión de la Junta Directiva y elegir a sus miembros entre otras. 
REEDES está gestionada y representada por una Junta Directiva formada por, un/a presidente/a, un/a vicepresidente/a, un/a secretario/a, un/a tesorero/a y seis vocales. Todos estos cargos son gratuitos y son designados y revocados por la Asamblea General de socios/as cada tres años. 
Las Junta Directiva se encarga de dirigir todas las actividades, de la gestión administrativa y de la gestión financiera.

## Actividades

### Congresos Internacionales de Estudios del Desarrollo
Se trata de una reunión científica y académica de carácter internacional. Su objetivo es propiciar un foro de debate y de discusión en torno a algunas de las cuestiones más destacadas en el ámbito científico de los Estudios del Desarrollo. Cada dos años se celebra un Congreso Internacional de Estudios del Desarrollo. La ubicación y el co- organizador varía, no teniendo una localización fija para la celebración de los mismos ni una institución socia que organice.
El "I Congreso Internacional de Estudios del Desarrollo: desafíos de los Estudios del Desarrollo" tuvo lugar en la Universidad de Cantabria en el año 2012.
El "II Congreso Internacional de Estudios del Desarrollo: perspectivas alternativas del Desarrollo" tuvo lugar en la Universidad de Huelva en el año  2014.

### Revista Iberoamericana de Estudios del Desarrollo
REEDES coedita, junto con la Universidad de Zaragoza, la Revista Iberoamericana de Estudios del Desarrollo (RIED), la única revista española sobre esta temática. La revista publica investigaciones multidisciplinares de calidad sobre desarrollo, entendido como proceso de cambio social, económico, político, cultural y tecnológico. El enfoque de los artículos puede ser teórico, empírico o de políticas públicas. Los artículos comunican resultados de investigación originales.
RIED publica dos números al año, además de algunos volúmenes monográficos sobre temas de actualidad.

### Grupos de investigación
REEDES promueve el trabajo en red a través de la creación de grupos de investigación temáticos.  Estos grupos sirven para compartir y difundir los trabajos de investigación de sus miembros, así como para crear equipos de trabajo estables que puedan llevar a cabo proyectos de investigación de manera conjunta. 
REEDES cuenta ya con seis grupos de investigación: Educación para el Desarrollo, Migraciones y desarrollo, Financiación del Desarrollo, Evaluación y Gestión del Conocimiento, Coherencia de Políticas y Cooperación Sur Sur e integraciones regionales.

### Grupo de Trabajo sobre docencia en desarrollo y cooperación
Este grupo de trabajo, que cuenta con 28 titulaciones asociadas, es un espacio de reflexión y discusión sobre los aspectos más relevantes de la docencia de postgrado en desarrollo y cooperación. Además, busca identificar líneas de colaboración entre los diferentes programas docentes.
Este grupo reúne anualmente a alumnos de diferentes másteres de España, para debatir sobre temas de actualidad relacionados con el desarrollo.